# Umberto Artioli
Umberto Artioli, detto Bambi (Mantova, 19 agosto 1939 – Mantova, 15 luglio 2004), è stato uno storico e critico teatrale italiano.

## Biografia
È stato ordinario di storia del teatro e dello spettacolo presso l'Università di Padova.
Nel 1964, assieme a Fernando Trebbi, Francesco Bartoli e Gino Baratta ha fondato a Mantova la rivista Il Portico.
Nello stesso anno, ha iniziato a lavorare a Padova al fianco di Flores D'Arcais e Calendoli.
Nel 1986 diventa ordinario di teatro e spettacolo presso la facoltà di magistero a Padova, per poi passare a lettere nella stagione 1996/1997.
Ha pubblicato saggi su Carmelo Bene (col quale ci fu una collaborazione alla Biennale del teatro di Venezia del 1989), Antonin Artaud, Luigi Pirandello e Gabriele D'Annunzio. Nel saggio del 1989 L'officina segreta di Pirandello presenta la tesi critica di un tardo Pirandello mistico-magico "riattivatore di icone" e di archetipi cosmici, radicalmente diverso da quello umoristico e dialettico della prima fase.
Nel 1996 riceve il premio “Silvio D'Amico” per lo studio su D'Annunzio, Il combattimento invisibile. D'Annunzio tra romanzo e teatro. Nel 1999 promuove la nascita del centro "Mantova capitale europea dello spettacolo" (divenuta nel 2000 omonima fondazione), allo scopo di studiare l'attività spettacolare patrocinata dai Gonzaga, riservando particolare attenzione alla Commedia dell'arte. Nello stesso 1999 insieme a Siro Ferrone ha fondato il premio "Arlecchino d'oro", premio che gli è stato conferito alla memoria nel 2005 dopo l'improvvisa scomparsa nel luglio dell'anno precedente.

## Opere
- Teoria della scena dal Naturalismo al Surrealismo (Firenze, Sansoni, 1972).
- La scena e la dynamis. Immaginario e struttura nelle sintesi futuriste (Padova, Pàtron, 1975)
- Teatro e corpo glorioso, saggio su Antonin Artaud (Milano, Feltrinelli, 1978).
- Il ritmo e la voce: alle sorgenti del teatro della crudeltà (Brescia, Shakespeare & Co., 1984; Bari, Laterza, 2005).
- L'officina segreta di Pirandello (Bari, Laterza, 1989).
- La ricerca impossibile. Biennale Teatro '89 (1990).
- Carmelo Bene. Il teatro senza spettacolo (1990).
- Il combattimento invisibile. D'Annunzio tra romanzo e teatro (Bari, Laterza, 1995).
- Il teatro dei ruoli (con Elena Randi e Paola Degli Esposti), Esedra, 2000
- Pirandello allegorico. I fantasmi dell'immaginario cristiano, Laterza, Bari, 2001.
- Un dio assente, monologo a due voci sul teatro (con Carmelo Bene), Edizioni Medusa, Milano, 2006